# MiRNA
miRNA, mikroRNA – jednoniciowa cząsteczka RNA o długości od 21 do 23 nukleotydów, regulująca ekspresję innych genów.
Ten kwas rybonukleinowy kodowany jest przez genom komórki, jak normalne geny, i transkrybowany przez polimerazę RNA II jak mRNA. Jego prekursorem jest krótka cząsteczka RNA w kształcie spinki do włosów (shRNA, od ang. short hairpin RNA), która podlega obróbce podobnie do siRNA. miRNA wchodzi w skład kompleksów rybonukleoproteinowych swoiście blokujących translację mRNA i nadaje im specyficzność. W odróżnieniu od siRNA, miRNA nie charakteryzuje się całkowitą identycznością sekwencji z docelowym mRNA. miRNA obniża ekspresję genów podczas rozwoju – ocenia się, że bierze udział w regulacji 30% ludzkich genów. Jest mediatorem mechanizmu interferencji z translacją mRNA (RNAi).
Wstępne wyniki badań wskazują na możliwość wykorzystania mikroRNA w terapii nowotworów.
W 2024 roku Victor Ambros i  Gary Ruvkun otrzymali Nagrodę Nobla w dziedzinie fizjologii lub medycyny za odkrycie mikroRNA i jego roli w posttranskrypcyjnej regulacji genów.